# Johannes Nachtigall

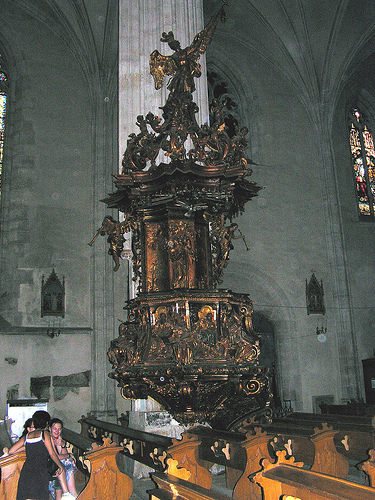
A kolozsvári Szent Mihály-templom szószéke

Johannes Nachtigall (1717 k. – 1761. június 5.) kolozsvári szobrász, Anton Schuchbauer mellett az erdélyi barokk szobrászat egyik legjelentősebb mestere.

## Művei
- Csicsókeresztúr, katolikus templom: Piéta
- Bonchida, Bánffy-kastély 36 mitológiai  tárgyú szobra Ovidius Metamorphoses című műve alapján
- Bonchida, református templom kapujának három  angyalszobra
- Kolozsvár, Szent Mihály templom: szószék; orgonakarzat alatti Szentháromság-szoborcsoport; orgona díszítése; Szent Katalin-oltár és aranyozott gyertyatartó
- Kolozsvár, ferencrendi templom: szószék, Immaculata szobor és loretói kápolna homlokzati szobrai
- Kolozsvár, Báthory–Apor Szeminárium: Szent József-szobor
- Marosvásárhely, plébániatemplom: szószék
- Szamosújvár, ferences templom: fülkeoltárok
- Zsibó, Wesselényi-kastély: Lószobor az istálló falán